# Vădeni, Soroca
Vădeni este un sat din raionul Soroca, Republica Moldova, reședința comunei cu același nume. Are o suprafață de aproximativ 2,30 kilometri pătrați, cu un perimetru de 6,35 km.

## Istorie
Prima atestare documentară a satului Vădeni a fost în anul 1552, în baza unei cărți domnești, prin care satul Vădeni pare cu denumirea de Fântâna Holenești.  
„Suret de pe ispisoe vechiu, pe sârbie, de la Ștefan voievod, domn Țării Moldovei, scris de Dumitru Sturzovici în Huși, din let 7060 <1552> aprilie 3.
Înștiințare facem prin această cărți a noastră tuturor cui vor căuta asupra ei sau o vor auzî citindu-să. Întru acest adevărat și credincios, sluga a noastră Sas pârcălabul de Soroca, precum că ne-au slujit cu dreptate și cu credință, a căruia văzând noi ce cu dreptate și cu credință cătră noi slujbă i-am miluitu-i pre el cu osăbită a noastră milă de i-am datu-i de la noi și i-am întăritu-i în țara noastră a Moldovei două seliști: o seliște undi să numește Fântâna Holeneștii, cari această seliște o au pierdut popa din Holenești cu feciorii săi în vremea vicleșugului lor când au rămas ...
[cuvânt lipsă]... și când au fugit în ceea parte, în Țara Leșească, și altă seliște unde se numește Fântâna Pantii, pe Căinări, din sus de Bulboaci, pentru ca să-și așezi sat.

...

Și spre mai mare tărie și întăritură tuturor acestor di mai sus scrise, am poroncit credincios boierului nostru, lui Lucociu logofăt, să serie și spre adevărată cartea noastră această pecetea noastră să lege.”
Chiar dacă, de la început, locuiau aici câteva familii, numărul brațelor de muncă erau insuficiente pentru a lucra pământul obținut de pârcălab (se știe că pârcălabul Sas a obținut aceste pământuri- 2 seliști Fântâna Holeneștii și Fântâna Pantii, de la Ștefan Voievod,  pentru că a slujit cu credință și dreptate). Astfel, s-au adus oameni din alte teritorii, fiind susținut de domnie, pentru că pământurile de la hotarul de est al Moldovei erau puțin populate. Conform primului recensământ , întreprins de domnitorul Moldovei în 1591, în tot ținutul Soroca au fost înregistrate 1714 familii de țărani contribuabili. De aceea, miluindu-i pe credincioșii lor cu moșii, domnii Moldovei le permiteau unora ca să fie slobozi să cheme oameni din alte părți, pentru a face sate. Domnii țării acordau și „drept de slobozenie cu scutelnici” pentru „oameni străni” ce îi aduceau proprietarii de moșii, adică noii locuitori erau scutiți de plata birului și de alte dări. Neavând însă pământul lor, așezându-se și lucrând pământul  moșierului, în scurt timp ei deveneau dependenți de feudali. Aceasta a fost și soarta primilor locuitori ai satului Vădeni. Pârcălabul Sas a adus oameni din alte zări. Primii au venit, pare-se de la un vad al Prutului și îi ziceau vădeni. De unde și numele moldovenesc  al satului.
Secolul al XX-lea a venit asupra lumii cu bubuit de tunuri, cu războaie și revoluții, cu chinuri și lacrimi.
Satul Vădeni a intrat în acel veac cu o populație de 1412 suflete, gospodarii având în total 74 de cai și 594 de vite mari cornuted, deci era o stareeconomică de neinvidiat. Erau și familii înstărite, dar majoritatea sătenilor o duceau greu. Starea economică se înrăutățește  și mai mult în timpul războiului ruso-japonez din 1904-1905 când o seamă de bărbați au fost duși de țarism pe jariștea  războiului. Și nu toți s-au întors acasă, iar alții au revenit schilodiți. În consecință, se reduce numărul brațelor de muncă, mari suprafețe de pământ rămân nelucrate, de unde și recolte slabe și sărăcie pe mesele țăranilor. Dar noul veac, pe lângă toate acestea le aduce sătenilor și unele realizări ale procesului agriculturii. La Vădeni au început a semăna porumbul și grâul, iar zemstva județului Soroca dorind să dezvolte lupta cu dăunătorii dădeau în chirie pulverizatoare și au început vânzarea insecticidelor. În 1914, satul Vădeni era numărul 1 în componența sectorului agronomic al județului Soroca.
La 1 august 1914, Germania a declarat război Rusiei, și din nou o bună parte din cei mai bravi bărbați au fost duși la bătălie. Nu se știe cu exactitate câți din vădeneni au plecat, însă știm că 19 dintre ei au scăpat din focul războiului și s-au întors la vatră.
În anul 1922, în cadrul reformei agrare basarabene, 329 capi de familii din Vădeni au primit 914 ha 7500m.p.de pământ.
1918 este anul când Basarabia s-a unit cu România, iar Consiliul Directorilor Generali, organ executiv format de Sfatul Țării, a adoptat statutul prefecturilor care erau forul administrativ suprem la nivel de județ, iar primarii era principala figură în administrația locală (primar de Vădeni Chirică Repeșco), ca mai apoi din anul 2011 este ales Buga Leomid în funcția de primar de Vădeni.
În urma semnării Pactului de neagresiune la 23 august 1939, dintre Germania și Uniunea Republicilor Sovietice Socialiste, la putere, în Basarabia au venit bolșevicii , la rândul lor cu transformări socialiste. Începând din 13 iunie 1941, autoritățile sovietice au ridicat din Republica Sovietică Socialistă Moldovenească pe cei mai buni gospodari, intelectuali și i-au deportat în Siberia, despărțind familii.  Un mare număr de săteni au acceptat puterea sovietică, s-au bucurat de sosirea ei și s-au încadrat active în realizarea acțiunilor propuse de ea, fapt pentru care aveau să sufere în viitorul apropiat. Încă nu se ogoiseră satul de valul de arestări și deportări, că asupra lui căzu o altă năpastă: Războiul! Germania hitleristă (România ca aliat), încalcă Tratatul de neagresiune și atacă Uniunea Sovietică, fără a declara război. Astfel, în vara anului 1944, autoritățile sovietice au procedat cu mobilizarea bărbaților pentru completarea unităților militare sovietice. Din Vădeni au fost luați la război aproape 350 de oameni, dintre care 124 au căzut pe câmpul de luptă. Imediat după trecerea valului de foc al cumplitului război, la Vădeni se instaurează puterea sovietică și iarăși cu regulile sale. Cetățenii trebuiau să dea o parte din recolte statului. Știm că anii 1946-1947 au fost ani grei din istorie, și pentru străbunii noștri. Încă anul 1945 a fost un an secetos, iar în vara anului 1946 au fost înregistrate  emstvosm de +38 grade fără picătură de ploaie, emstvo a dus la pierirea recoltei. Într-o situație catastrofală s-a pomenit și sectorul zootehnic, din lipsa nutrețurilor și a apei țăranii au fost nevoiți să reducă numărul de animale. Sătenii ajunseseră într-o stare de sărăcie lucie. Asupra situației din Vădeni, autoritățile si-au îndreptat atenția abia în 1947, când starea de lucruri devenise catastrofală, după ce în sat au avut loc două tragedii- două cazuri de omucidere și emstvosm.
În noaptea de la 5 spre 6 iulie 1949, exact la ora 20:00, asupra satelor RSSM din dreapta Nistrului s-au năpustit 4,5 mii de emstvo, 13,8 mii de soldați și ofițeri sovietici. Ei  intrau în case, îi ridicau pe oameni din așternuturi, îi îmbarcau în camioane și îi expediau la punctele de concentrare, iar de acolo în Siberia și Extremul Orient. Aceeași soartă au avut-o și cei mai buni gospodari din satul Vădeni, astfel din sat au fost ridicate și deportate 10 case, ems unii din ei s-au întors la baștină, averile nu le-au mai putut recupera, numai dacă erau în stare să le răscumpere.
La 12 august 1949, se organizează colhozul de la Vădeni sub numele Karl Marx cu Grigore Repeșco ales ca președinte. La început colhozul a avut 149 membri, iar la ședințele cârmuirii din 29 august- 21 septembrie 1949 au fost primiți majoritatea sătenilor.

## Demografie
În anul 1997, populația satului Vădeni a fost estimată la 2.350 de cetățeni.
La recensământul din anul 2004, populația satului constituia 2.318 oameni, 48,27% fiind bărbați iar 51,73% femei. Structura etnică a populației în cadrul satului arăta astfel: 98,88% - moldoveni/români, 0,56% - ucraineni, 0,35% - ruși, 0,09% - bulgari, 0,13% - alte etnii.